# 網約車
网络预约出租汽车，简称网约车，是中华人民共和国政府出台的与出租汽车有关的管理办法中，所规定的出租汽车种类的其中一种，其定义为“以互联网技术为依托构建服务平台，整合供需信息，使用符合条件的车辆和驾驶员，提供非巡游的预约出租汽车服务的经营活动”。在中国大陆，网约车涵盖快车、专车、拼车等各种形式，而顺风车从法律角度而言并不是网约车的一种。

## 词源
“网约车”一词起源于2015年6月3日举行的中华人民共和国交通运输部组织的深化出租汽车改革初步思路会议。根据文件，未来中国大陆运营的出租车可分为巡游出租汽车和网络预约出租汽车（简称网约车）。
在“网约车”一词出现前，中国大陆对该服务通常以“专车”称之。而在世界其他国家和地区，该服务一般以實時共乘（Real-time ridesharing）称之，但对中国大陆媒体而言通常以中国大陆常用的“网约车”提及。
2016年5月31日，根据中华人民共和国教育部、国家语委发布的《中国语言生活状况报告（2016）》，“网约车”入选2015年十大新词语。

## 历史
移动互联网以及移动应用程序興起後，網約車公司也逐步興起。2009年，Uber成立。2010年，Ola Cabs成立。2012年，Lyft以及滴滴出行成立。
2016年7月前，中国大陆多地均出现了“专车”服务，车辆以私家车为主。然而各地的“专车”服务所使用的车辆、司机均“不具备合法的客运营运资格”，属于“非法营运”。而交通运输部表示禁止私家车接入“专车”平台参与经营，此举也引发了专车是否合法的讨论。
2016年7月28日，中华人民共和国交通运输部联合公安部等七部门公布《关于深化改革推进出租汽车行业健康发展的指导意见》和《网络预约出租汽车经营服务管理暂行办法》，明确私家车在符合条件的情况下，可转化为网约车运营，但需要将车辆登记为“预约出租客运”。这也意味着中国大陆包括“专车”在内的网约车服务取得了合法地位。
2018年2月，交通运输部办公厅下发《网络预约出租汽车监管信息交互平台运行管理办法》，规定网约车监管信息交互平台所接收的运营信息数据的在线保存期限不少于6个月。同年5月24日，交通运输部公布修订后的《出租车服务质量信誉考核办法》，将网约车纳入出租车服务质量信誉考核体系。
2023年，三亚、长沙等地暂停受理网约车运输证新增业务，还有多个城市发布网约车饱和预警。

## 运营与管理
全球各個地區的網約車公司的合法性並不相同。在某些地区，網約車被认为是非法出租车，而在其他地区，網約車可以運營但要受到法律的约束，例如法律規定網約車公司要對司机進行背景调查、設置司机人数上限以及票价、要求司機購買保险、獲得执照和收入必須滿足當地最低工资的要求。

### 中國大陸
目前中国大陆现行的全国性网约车运营规定为《网络预约出租汽车经营服务管理暂行办法》。在一些城市，则会根据当地经济社会发展水平、人口规模、资源禀赋、城市交通状况等实际制定地方性实施细则。截至2018年8月，中国大陆已有29个一级行政区发布指导意见，214个城市已经发布实施细则，53个城市已完成公开征求意见工作。而在直辖市、省会城市、计划单列市等36个重点城市中，有34个已正式发布实施细则。

#### 运营平台
根据《网络预约出租汽车经营服务管理暂行办法》相关规定，网约车平台若要开展经营业务，除具有企业法人资格外，还需要具备开展网约车经营的互联网平台和与拟开展业务相适应的信息数据交互及处理能力，具备供交通、通信、公安、税务、网信等相关监管部门依法调取查询相关网络数据信息的条件，网络服务平台数据库接入出租汽车行政主管部门监管平台。另外，服务器必须设置在中国内地，有符合规定的网络安全管理制度和安全保护技术措施。符合条件的平台可以向出租汽车行政主管部门申请办理《网络预约出租汽车经营许可证》。在经相关部门批准，取得《网络预约出租汽车经营许可证》后，网约车平台还需要向企业注册地省级通信管理局申请互联网信息服务备案后，方可开展网约车业务。根据《办法》，线上服务能力由企业注册地省级相关部门一次认定，全国有效；企业取得线上服务能力后，还应根据经营区域，向相应经营区域的出租汽车行政主管部门提交申请，经审核同时符合线上线下服务能力有关要求的公司，即可获得由当地出租汽车行政主管部门发放的《网络预约出租汽车经营许可证》，该许可证仅在所在经营区域有效。而对于非在所在城市注册的网约车经营企业，还应当在所在城市设立分支机构。
截至2018年8月，中国大陆已有80多家网约车平台公司获得经营许可，主要网约车平台有滴滴出行、神州专车、首汽约车、曹操专车、嘀嗒出行、易到、美团打车等，其中滴滴出行占据了中国大陆网约车90%以上的市场份额，同时拥有中国大陆网约车市场最大的用户规模。

#### 车辆

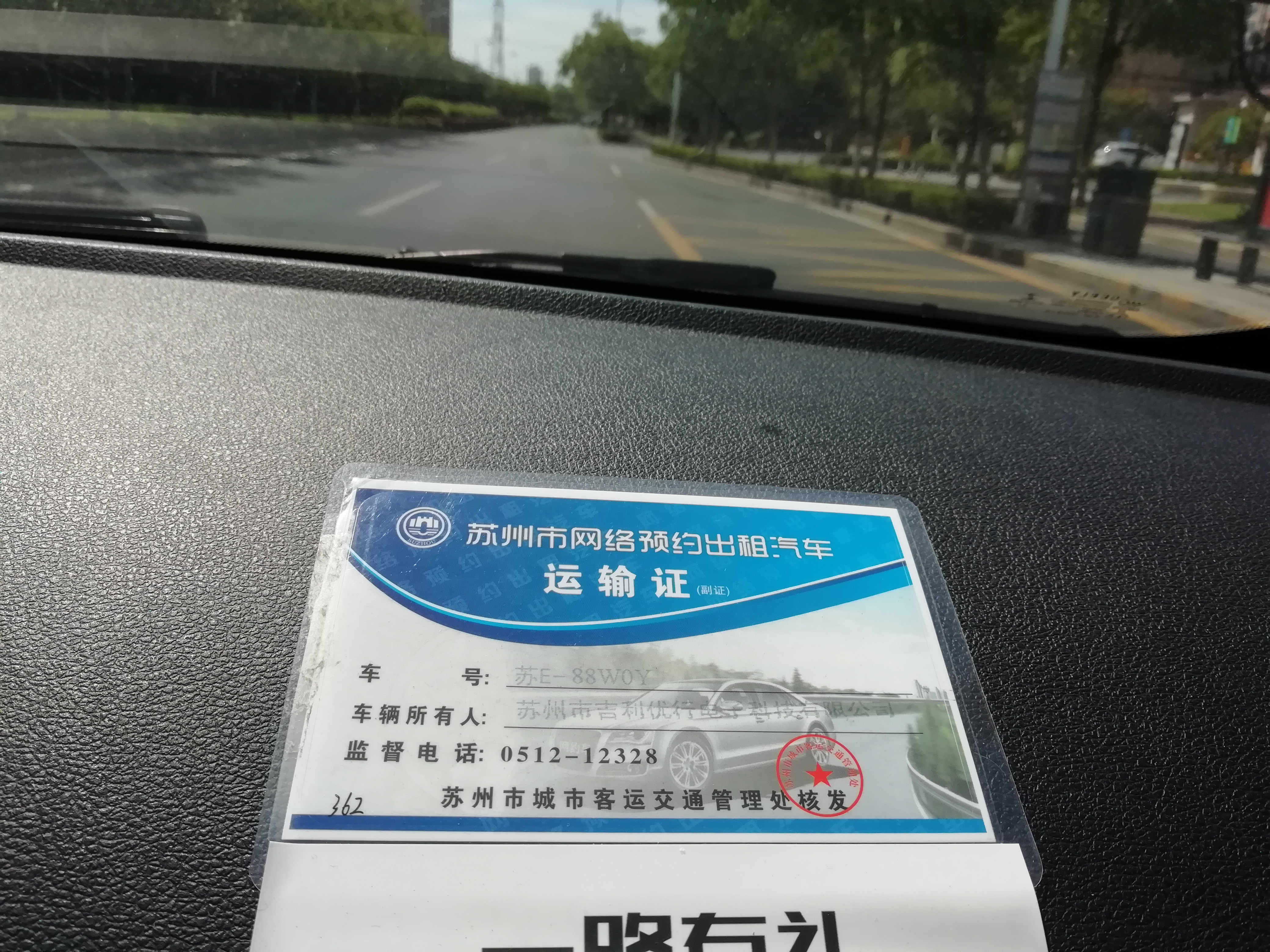
由苏州市签发的网约车运输证

根据《网络预约出租汽车经营服务管理暂行办法》相关规定，欲从事网约车运营的车辆需为7座及以下乘用车，同时安装具有行驶记录功能的车辆卫星定位装置、应急报警装置，且车辆技术性能符合运营安全相关标准要求方可作为网约车使用。除以上全国性要求外，各地还会根据车辆的排气量、轴距等标准制定当地网约车运营标准，绝大多数城市均要求网约车需悬挂本地号牌。以北京为例，从事网约车运营的车辆必须悬挂京牌，排量不小于1.8升，车辆轴距不小于2650毫米；上海方面，则要求车辆必须悬挂沪牌，轴距达到2600毫米以上，但对排气量没有要求。而在成都，则并未对轴距做出要求；武汉则仅要求尾气排放符合环保标准；青岛则规定网约车车型必须高于“礼宾出租”。对于部分城市运营的网约车（如北京市），还需要张贴专用运营标识。
另外《办法》同时规定，网约车行驶里程达到60万千米时强制报废。行驶里程未达到60万千米但使用年限达到8年时，退出网约车经营。小、微型非营运载客汽车登记为预约出租客运的，按照网约车报废标准报废。其他小、微型营运载客汽车登记为预约出租客运的，按照该类型营运载客汽车报废标准和网约车报废标准中先行达到的标准报废。

#### 司机
根据《网络预约出租汽车经营服务管理暂行办法》，网约车司机需持有相应准驾车型机动车驾驶证，同时具备3年以上驾驶经历，且无交通肇事犯罪、危险驾驶犯罪记录、无吸毒记录、无饮酒后驾驶记录、最近连续3个记分周期内没有记满12分记录和无暴力犯罪记录。而各城市也设有地方性的规定，其中北京、上海、天津、平凉、商丘、驻马店、东营、通化要求网约车司机须持有当地户籍（通化市还要求网约车司机需具有市区户籍），规定相对严格。而大部分城市的规定相对宽松，仅要求司机需具有当地户籍或取得当地居住证，或未对户籍和居住证要求作出规定（如广州市）。有专家认为北京、上海、天津要求网约车司机须持有当地户籍的做法涉嫌歧视，有违公平，甚至涉嫌违反《中华人民共和国行政许可法》。
不仅如此，天津、兰州、广州、郑州、哈尔滨、济南、昆明、通化、大连等14个城市还对网约车司机的文化程度作出限制，要求网约车司机应当具有初中以上文化程度。

##### 考试
申请取得网约车运营资格的司机除需要符合上述条件外，还需要参加网约车驾驶员考试。考试共分为全国公共科目考试及区域科目考试，其中全国公共科目考试内容包括出租汽车相关政策、法律法规、安全运营知识、职业道德、服务标准规范、运营其他相关知识等内容。而区域科目考试方面，内容一般主要包括网约车相关政策法规，及治安管理、交通管理、安全生产等地方性政策法规，以及当地相关知识，包括当地交通、地理、历史文化等。也有一些城市的考题涉及到语言方面，其中北京市、上海市考试内容涉及到基本英语能力，而广州市、深圳市除考查基本英语能力外，还需要考查基本粤语能力。然而各地举办的首场网约车驾驶员考试存在通过率低的问题，引发讨论。
2017年9月8日，交通运输部发布《关于改革出租汽车驾驶员从业资格考试有关工作的通知》，对网约车驾驶员考试模式进行了调整。根据《通知》，网约车驾驶员全国公共科目考试与区域科目考试合并，其中公共科目单卷试题数量由85道调整为50道，题库试题数量与单卷试题数量比例不超过10：1。全国公共科目考试题库（含标准答案）由交通运输部公开，在全国公共科目在线测试平台上线；区域科目考试题库（含标准答案）由各地所属部门政务网站或从业资格考试报名网站公开。

### 香港
目前網約車服務並非合法，不過使用網上應用程式網約的士則不是違法。而言，私家車使用網約平台載客，則是違法的。不过香港运输及物流局已于2024年7月9日向立法会提交文件计划将网约车合规化管理

### 澳門
目前網約車服務並非合法。澳門特首賀一誠稱，澳門的法律「箍死咗」網約車。

## 影响
网约车的诞生创造了一些就业机会。根据2017年滴滴出行发布的就业研究报告统计，在2016年6月至2017年6月，共有2107.8万人在滴滴平台获得收入，63.34%的司机由于工作收入太低而加入滴滴出行平台。

## 主要问题与争议
自从网约车在中国大陆兴起后，也暴露了一些社会问题，引发关注。

### 对巡游出租车的影响
由于网约车的兴起，一些城市的巡游出租车司机也发起了集体罢工，抗议网约车“分食了自身利益”。而网约车的兴起，也降低了司机的“份子钱”，期望减少行业内司机的流失，但实际情况收效甚微。在2018年3月，南京市发生巡游出租车退租事件，引发网友讨论。对此交通运输部副部长刘小明称，巡游出租车取代网约车取决于乘客和市场。

### 打车难问题

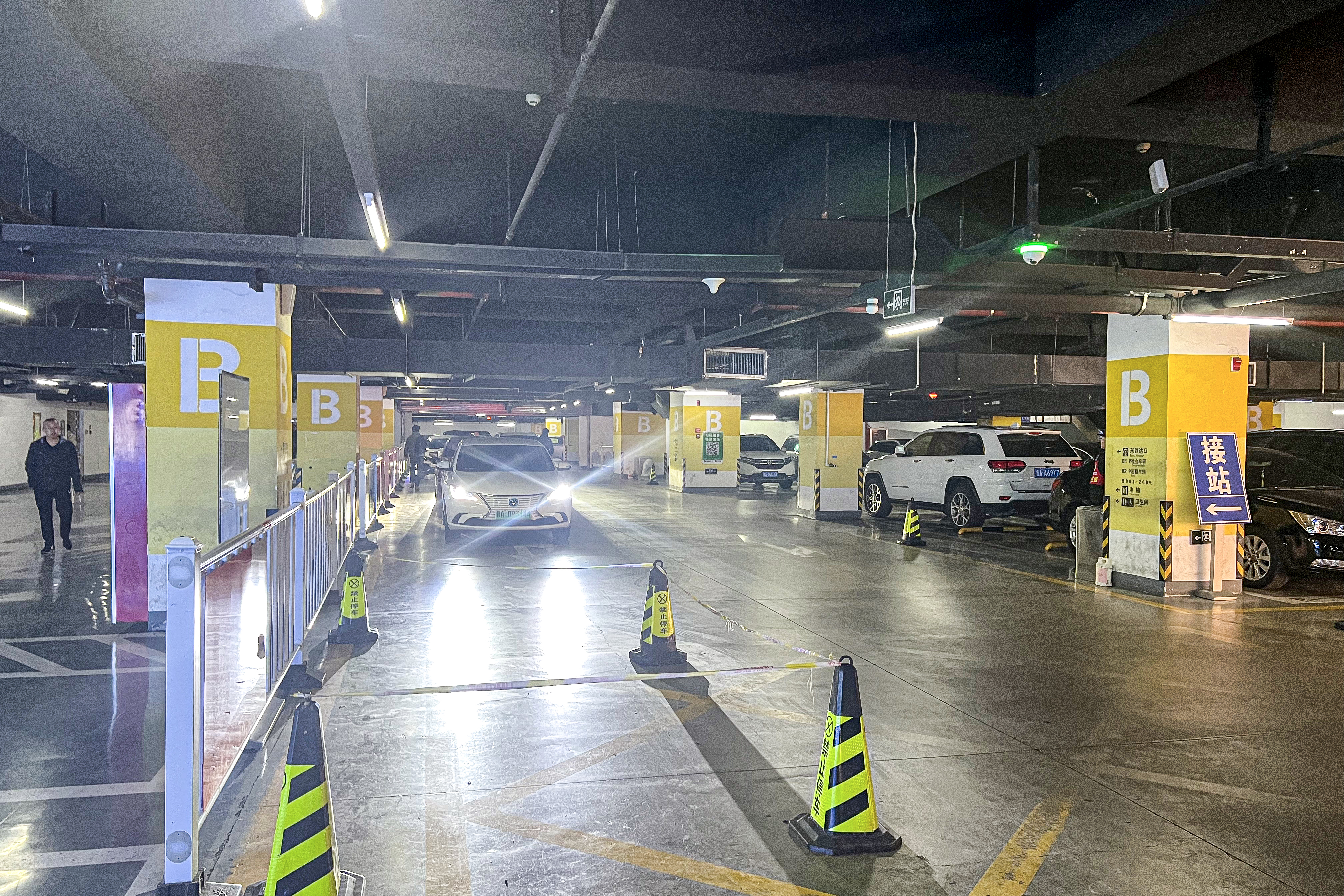
太原南站东停车场网约车上车点

由于部分地区对网约车采取严格的准入政策等因素，因此在部分地区，一直存在网约车“打车难”的问题。一般来说，“打车难”问题通常于高峰时段出现，但在部分城市的用户如在非高峰时段叫车，仍然需要等待较长的时间才能上车。另外在部分城市的机场、火车站呼叫网约车，仍然需要较长的等候时间。对此，在2018年7月召开的交通运输部新闻发布会上，发言人吴春耕指出“打车难”问题涉及出租车行业改革方面的问题。

### 人身安全问题
尽管网约车刑事案件发生率远低于巡游出租车，但由于网约车为新产业，受到社会的高度关注，因此网约车一旦发生刑事案件，在媒体上的曝光度也会高于巡游出租车。有多起刑事案件与网约车有关，知名案例如郑州空姐打车遇害案和乐清幼师打车遇害案等。

### 作弊问题
2016年9月，据《广州日报》报道，网约车司机群开始流行可以更改里程、计费的作弊软件，且疑似有3万多名司机均安装了作弊软件，造成网约车公司高达600余万元的经济损失。对此平台表示，一旦司机被查实存在作弊行为，除处以1000元的罚款外，还要遭到系统的封号处罚。
而后在2018年8月，新浪網消息称部分滴滴车主有使用外挂软件的行为，这些外挂能让正常车费翻倍以及帮助司机作弊抢单，滴滴表示已上线反作弊系统，并会对违规司机予以处罚。

### 不合规运营
尽管交通运输部在2016年7月宣布网约车“合法”，但在中国大陆，一些城市依然存在不合规（即未取得许可证）运营网约车载客的行为。据交通运输部运输服务司披露的数据，截至2018年8月，全国约有3210万辆网约车，但持有网约车驾驶员资格和网约车运营证的数量仅有34万人和17万台，这也意味着99%以上的网约车处于不合规的运营状态。在获证经营的网约车平台方面，滴滴出行、神州专车、首汽约车、易到用车仅有不到四分之一的城市取得许可证，而51%的平台仅在一个城市取得许可证经营。2018年8月，山东省济南市执法人员于济南西站突击检查网约车，在检查的10辆网约车中，仅有1辆为合规运营。而一些网约车平台仍然会为不合规的司机发单。对于新注册的司机而言，即使司机和车辆无运营资格证，也可以通过审核注册。由于不合规网约车存在一定的安全隐患，在8月31日，交通运输新业态协同监管部际联席会议决定自9月5日起在全国范围内对所有网约车平台开展进驻式全面检查。9月10日，交通运输部、公安部发布进一步加强网约车顺风车安全管理的紧急通知，要求各地交通运输主管部门、公安机关等部门组织联合安全大检查，同时要求平台清退不符合条件的车辆和驾驶员，计划在2018年底前基本实现网约车平台公司、车辆和驾驶员合规化。

## 著名網約車平台
- Uber (優步)
- 滴滴出行
- 曹操出行